# 석회광

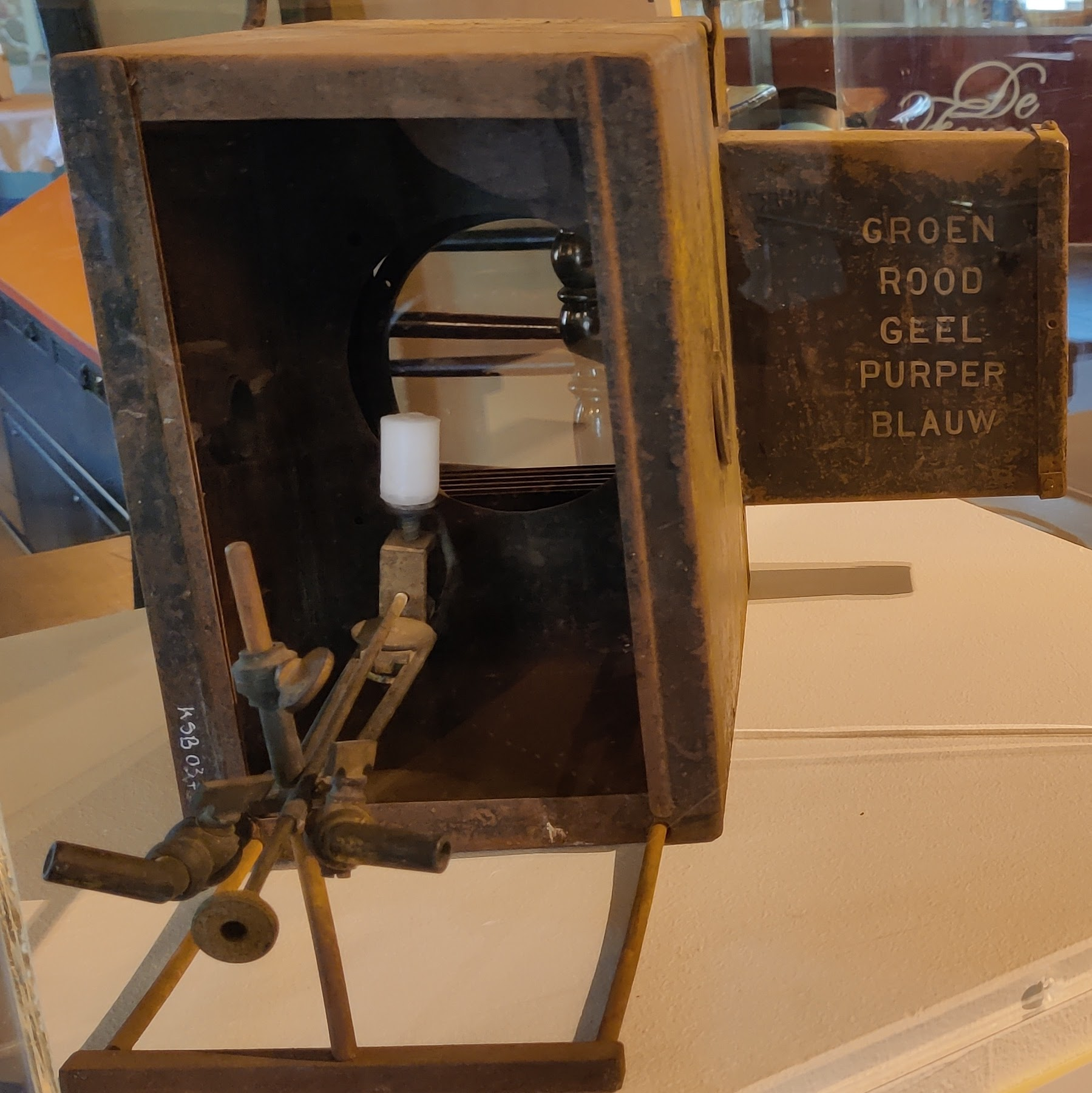
19세기에 쓰인 석회광.

석회광(石灰光, 영어: limelight 라임라이트[*])은 옛날에 극장이나 음악당에서 사용된 무대 조명의 일종이다.
산수소를 공급받는 용접불꽃을 생석회(산화칼슘) 막대에 갖다대면 녹으면서 섭씨 2572 도의 고열이 발생하면서 이와 더불어 강렬한 빛이 발생한다. 석회광 불빛은 고온발광과 강열발광의 결합으로써 발생한다. 오늘날에 석회광 자체는 전기등불로 대체되었지만, “라임라이트”라는 표현만 남았다.

## 같이 보기
- 광원 목록